# Reynolds, Georgia
Reynolds är en ort i Taylor County i delstaten Georgia, USA.